# Họ endonuclease/exonuclease/phosphatase
Họ endonuclease/exonuclease/phosphatase là vùng cấu trúc được tìm thấy trong một họ protein lớn bao gồm enzyme endonuclease phụ thuộc magnesi và nhiều phosphatase tham gia hoạt động tín hiệu nội bào.

## Ví dụ
- AP endonuclease protein EC 4.2.99.18
- DNase I protein EC 3.1.21.1
- Synaptojanin, một loại inositol-1,4,5-trisphosphate phosphatase EC 3.1.3.56
- Sphingomyelinase EC 3.1.4.12
- Nocturnin, một loại NADPH 2' phosphatase[3]

## Phân họ
- Inositol polyphosphate related phosphatase (Phosphatase liên quan inositol polyphosphate) InterPro: IPR000300

## Protein người chứa vùng này
2'-PDE;    2-PDE;     ANGEL1;    ANGEL2;    APEX1;     APEX2;     CCRN4L;    CNOT6;
CNOT6L;    DNASE1;    DNASE1L1;  DNASE1L2;  DNASE1L3;  INPP5A;    INPP5B;    INPP5D;
INPP5E;    INPPL1;    KIAA1706;  OCRL;      PIB5PA;    SKIP;      SMPD2;     SMPD3;
SYNJ1;     SYNJ2;     TTRAP;     Nocturnin;